# Zodac
Zodac è un personaggio immaginario creato nel 1981 da Mattel per la linea di giocattoli dei Masters of the Universe (accorciato spesso in M.O.T.U., in italiano "i dominatori dell'universo").

## Serie del 1983
Il personaggio di Zodac (chiamato anche Zodiak nella serie animata), è uno dei primi master immessi sul mercato, e come dimostrato dalla serie televisiva, e dai mini comic allegati alle action figure, uno dei più potenti in assoluto. La sua effettiva potenza non è definibile, anche per via delle sue scarsissime apparizioni, ma dal timore reverenziale che incute negli altri personaggi è presumibilmente il più potente in assoluto (dopo He-Man). È anche onnisciente, e quindi a conoscenza della vera identità di He-Man. Tuttavia la sua posizione nell'universo dei Masters rimane sempre piuttosto ambigua. Nella prima commercializzazione della sua action figure, Zodac viene definito "un rinforzo delle forze del Male". Nei minicomics, il suo ruolo è quello di osservatore nella lotta fra il Bene e il Male, il che lo porta a schierarsi molto raramente, mantenendo prevalentemente una posizione neutrale. Nella serie animata, questa ambiguità viene parzialmente risolta. Infatti nel cartone animato, Zodac, pur continuando a non schierarsi, è talvolta una fonte di blando aiuto per He-Man e i "guerrieri eroici", e non viene mai mostrato insieme a Skeletor, leader dei "guerrieri diabolici"; per esempio, nell'episodio MU036: Il Seme dell'Universo (The Search), mette alla prova He-Man, e per farlo dà aiuto sia a lui che a Skeletor.

## Serie del 2002
Nella serie del 2002, Zodac accontenta la necessità di aumentare le diversità razziali, e quindi il suo personaggio è di colore, oltre ad avere tatuaggi tribali sulle braccia. Zodac è sempre un personaggio potentissimo e neutrale. Tuttavia sembra avere strette connessioni con gli uomini serpente. Costoro infatti uccisero suo fratello Zeelahr, e Zodac ha dedicato la propria intera esistenza nel desiderio di vendetta contro Re Hiss e i suoi sottoposti. Ciò inevitabilmente lo rende in qualche modo alleato degli eroici guerrieri, anche se Zodac rifiuta categoricamente qualunque tipo di schieramento o affiliazione.